# النفق الكمي للماء
النفق الكمي للماء هو ما يحدث حين تظهر جزيئات الماء في القنوات النانوية سلوك النفق الكمي الذي يغير مواقع ذرات الهيدروجين في زوجين من الحلقات المترابطة. وفي هذه الحالة، تصبح جزيئات الماء غير متمركزة حول حلقة وتتخذ شكلا غير عادي يشبه القمة المزدوجة. وفي درجات الحرارة المنخفضة، تعكس هذه الظاهرة الحركة الكمية للماء في الجدران المحتملة الفاصلة، وهو أمر لا تقبله به الميكانيكا الأصلية، خلافا لاميكانيكا الكمية.